# Michelle Rodriguez
Mayte Michelle Rodriguez (n. 12 iulie 1978, San Antonio, Texas, SUA), cunoscută mai ales ca Michelle Rodriguez, este o actriță, DJ și scenaristă americană, cunoscută mai ales pentru rolurile sale în filme precum Girlfight, The Fast and the Furious, Resident Evil, Battle: Los Angeles, Machete, S.W.A.T., precum și pentru distribuția în serialul de televiziune Lost.

## Biografie
Michelle s-a născut în Bexar County, Texas, fiica lui Carmen Milday și a lui Rafael Rodriguez, orginar din Puerto Rico, care a servit în armata americană. S-a mutat în Republica Dominicană la vârsta de opt ani, împreună cu mama ei, la unsprezece ani ajungând în Puerto Rico.
A fost dată afară din școală, susținând însă examenul GED.

## Carieră
La prima sa audiție, Michelle a întrecut alte 350 de candidate pentru a obține primul său rol în filmul Girlfight. Interpretează astfel rolul Dianei Guzman, o adolescentă cu probleme, care decide să-și canalizeze agresivitatea în box. A acumulat numeroase premii și nominalizări pentru acest rol de la National Board of Reviews, Deauville Film Festival, Independent Spirit Awards, etc.
Următoarele sale roluri au fost în alte filme de succes precum : The Fast and The Furious, Resident Evil, Blue Crush și S.W.A.T.. În anul 2004 își împrumută vocea în jocul Halo 2. Din anul 2005 până în anul 2006 joacă în Lost-Naufragiații, în rolul Anei-Lucia Cortez. Ultimul film, Battle in Seattle, a avut un succes ponderat, însă apoi a filmat pentru cea de-a patra parte a francizei The Fast and The Furious, care a apărut pe ecrane pe data de 3 aprilie 2009 (în România-12 iunie 2009).
A jucat de asemenea în superproducția science-fiction Avatar, care a apărut în 18 decembrie 2009. 
De mai multe ori de-a lungul carierei sale a fost votată în revista Stuff ca fiind printre cele  mai sexy femei din lume, clasându-se astfel pe locul 102.

### Producător
Michelle, împreună cu o companie numită Cheshire Kat Production, produce în acest moment o dramă istorică 'Tropico de Sangre, în care de asemenea va apărea.

### Scriitor
Michelle a scris un scenariu pentru un film de familie bazat pe un concept pe care ea îl descrie ca fiind o poveste despre puritate, animale și copii. Filmul a apărut în 2012.

## Viața personală

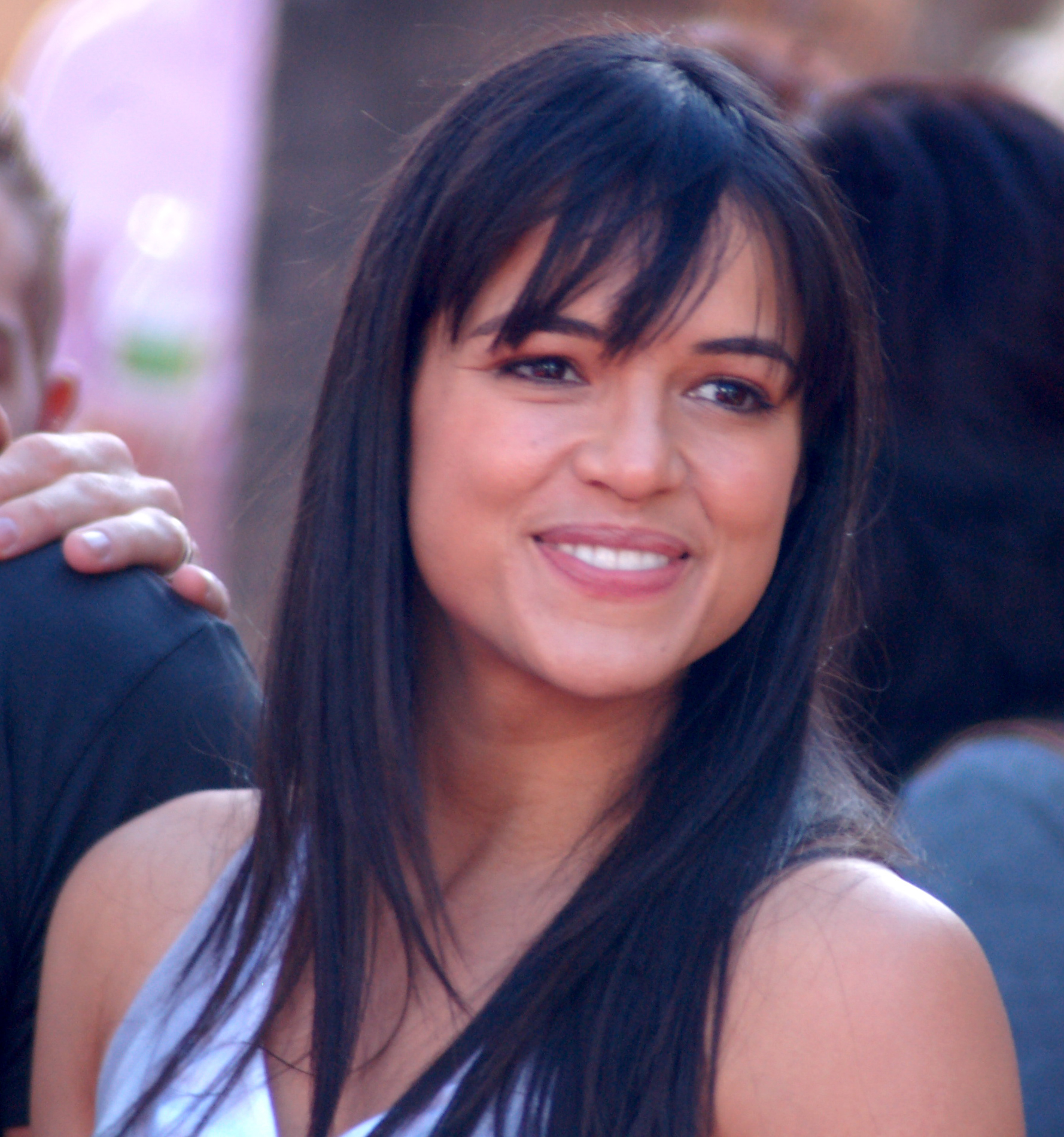
Michelle Rodriguez în 2009

În jurul anului 2001 Michelle Rodriguez s-a întâlnit cu colegul de platou din The Fast and The Furious, Vin Diesel. Doi ani mai târziu se întâlnește cu iubitul cântăreței Kylie Minogue, Oliver Martinez, cu care a fost văzută la una dintre petrecerile lui Puff Daddy.
În anul 2006 începe o relație cu actorul irlandez Colin Farrell, fost coleg în filmul S.W.A.T..
În 2006 a mărturisit pentru revista Cosmopolitan că nu este lesbiană, dar că a „experimentat ambele sexe”.
Este fotografiată în anul 2007 din nou cu Oliver Martinez, de această dată cei doi cinând la  Hotelul Chateau Marmont.

## Filmografie

### Film
| An   | Titlu                      | Rol                             | Note |
| ---- | -------------------------- | ------------------------------- | --- |
| 2000 | Girlfight                  | Diana Guzman                    | Deauville Film Festival Prize for Best Female Performance Independent Spirit Award for Best Debut Performance National Board of Review Award for Best Breakthrough Performance by an Actress Gotham Award for Breakthrough Performance Las Vegas Film Critics Society Award for Best Female Newcomer Nominalizare – Chicago Film Critics Association Award for Most Promising Newcomer Nominalizare – Las Vegas Film Critics Society Award for Best Actress Nominalizare – Online Film Critics Society Award for Best Cinematic Debut/Breakthrough Nominalizare – Black Reel Award: Best Actress Nominalizare – ALMA Award for Outstanding Latino Cast in a Feature Film |
| 2001 | The Fast and the Furious   | Leticia "Letty" Ortiz           | Nominalizare – ALMA Award for Best Actress in Film |
| 2001 | 3 A.M.                     | Salgado                         | Nominalizare – ALMA Award for Outstanding Actor/Actress in a Made for Television Movie or Miniseries |
| 2002 | Blue Crush                 | Eden                            | Nominalizare – MTV Movie Award for Best On-Screen Team (with Kate Bosworth and Sanoe Lake) |
| 2002 | Resident Evil              | Rain Ocampo                     | |
| 2003 | S.W.A.T.                   | Officer Chris Sanchez           | Imagen Foundation Award for Best Supporting Actress in a Film |
| 2004 | Control                    | Teresa                          | |
| 2005 | BloodRayne                 | Katarin                         | Nominalizare - Zmeura de Aur pentru cea mai proastă actriță într-un rol secundar |
| 2006 | The Breed                  | Nicki                           | |
| 2007 | Battle in Seattle          | Lou                             | |
| 2008 | Gardens of the Night       | Lucy                            | |
| 2009 | Fast & Furious             | Leticia "Letty" Ortiz           | Nominalizare – ALMA Award for Actress in a Film |
| 2009 | Trópico de Sangre          | Minerva Mirabal                 | |
| 2009 | Avatar                     | Captain Trudy Chacon            | |
| 2010 | Machete                    | Luz                             | |
| 2010 | Trópico de Sangre          | Minerva Mirabal                 | |
| 2011 | Battle: Los Angeles        | Technical Sergeant Elana Santos | Nominalizare – ALMA Award for Favorite Movie Actress-Drama/Adventure |
| 2011 | Fast Five                  | Leticia "Letty" Ortiz           | Cameo; picture only |
| 2012 | Resident Evil: Retribution | Rain Ocampo                     | |
| 2013 | InAPPropriate Comedy       | Harriet                         | |
| 2013 | Fast & Furious 6           | Leticia "Letty" Ortiz           | Premios Tu Mundo-Fandango Cine’s Latino Performance of the Year Nominalizare – Teen Choice Award for Choice Movie Actress: Action |
| 2013 | Machete Kills              | Luz / Shé                       | |
| 2013 | Turbo                      | Paz                             | Voce |
| 2015 | Fast and Furious 7         | Leticia "Letty" Ortiz           | Filmare |
| 2017 | Fast and Furious 8         | Leticia "Letty" Ortiz           | Filmare |
| 2017 | Smurfs The Lost Village    | Smurfette                       | Voce |

### Televiziune
| An                    | Titlu                 | Rol              | Note |
| --------------------- | --------------------- | ---------------- | --- |
| 2005                  | Punk'd                | Herself          | 1 episod |
| 2005                  | Immortal Grand Prix   | Liz Ricarro      | 26 episoade |
| 2005–2006; 2009; 2010 | Lost                  | Ana Lucia Cortez | 23 episoade ALMA Award for Outstanding Supporting Actress in a Television Series Screen Actors Guild Award for Outstanding Performance by an Ensemble in a Drama Series Nominated – Saturn Award for Best Supporting Actress on Television |
| 2011                  | CollegeHumor Original | Jessica          | TV short Episodul: "Sorority Pillow Fight" |

### Jocuri video
| An   | Titlu                            | Rol                  | Note |
| ---- | -------------------------------- | -------------------- | ---- |
| 2003 | True Crime: Streets of LA        | Rosie Velasco        |      |
| 2003 | Driv3r                           | Calita               |      |
| 2004 | Halo 2                           | Marine               |      |
| 2009 | James Cameron's Avatar: The Game | Captain Trudy Chacon |      |
| 2012 | Call of Duty: Black Ops II       | Strike Force Soldier |      |